# Onfalomanzia
L'onfalomanzia (dal greco antico Ομφαλος "ombelico" e μαντεία, "mantica") è una forma di divinazione che consiste nel predire il numero di figli che avrà una madre analizzando il cordone ombelicale del neonato e il numero dei suoi nodi; inoltre, un cordone ombelicale corto, o parzialmente arrotolato attorno al neonato, è considerato indice di cattiva salute ed è un segnale di un destino avverso per il neonato, mentre un cordone lungo sarebbe un segnale di futuro radioso e prosperità.